# Septomyxa corni
Septomyxa corni är en svampart som beskrevs av Oudem. 1901. Septomyxa corni ingår i släktet Septomyxa och familjen Gnomoniaceae.   Inga underarter finns listade i Catalogue of Life.